# Murrin Provincial Park
Der Murrin Provincial Park (auch Murrin Park) ist ein etwa 32 Hektar (ha) großer Provincial Park im Südwesten der kanadischen Provinz British Columbia, im Squamish-Lillooet Regional District.
Der Park gehört zu den kleineren der Provincial Parks in British Columbia und liegt im Pufferbereich des im September 2021 eingerichteten Biosphärenreservat Atl'ka7tsme/Howe Sound, einem der drei UNESCO-Biosphärenreservate in der Provinz.

## Anlage
Der Park im Sea-to-Sky Corridor liegt etwa 9 Kilometer südlich von Squamish und etwa 2 Kilometer nördlich von Britannia Beach am Highway 99, dem Sea-to-Sky Highway. Er wird durch den Sea-to-Sky Highway in drei Teile geschnitten und liegt in Sichtweite des Ostufers des Howe Sounds. Zentrum des Parks ist der kleine Browning Lake.

## Geschichte
Der Park wurde im Jahr 1962 eingerichtet. Im Laufe der Zeit wurden dabei sowohl seine Größe wie auch sein Schutzstatus mehrfach geändert. Zuletzt wurden seine Schutzgrundlage im Jahr 2007 verändert und er erhielt dabei auch seine aktuelle Größe. 

## Flora und Fauna
Das Ökosystem von British Columbia wird mit dem Biogeoclimatic Ecological Classification (BEC) Zoning System in verschiedene biogeoklimatische Zonen eingeteilt. Biogeoklimatische Zonen zeichnen sich durch ein grundsätzlich identisches oder sehr ähnliches Klima sowie gleiche oder sehr ähnliche biologische und geologische Voraussetzungen aus. Daraus resultiert in den jeweiligen Zonen dann grundsätzlich auch ein sehr ähnlicher Bestand an Pflanzen und Tieren. Innerhalb dieser Systematik wird der Park der Coastal Douglas Fir Zone zugeordnet.

## Aktivitäten
Der Park ist ein sogenannter Day-Use-Park und verfügt außer einem Picknickbereich über keine wesentliche touristische Infrastruktur. Die Felswände im Park sind bei Sportkletterern eine beliebter Trainingsort.

## Benachbarte Parks
Die nächstgelegenen Provincial Parks sind, in Richtung Norden entlang dem Highway 99, zuerst der Shannon Falls Provincial Park und dann der Stawamus Chief Provincial Park sowie der Alice Lake Provincial Park. In Richtung Süden ist der nächste Park der Porteau Cove Provincial Park und dann der Cypress Provincial Park. Richtung Nordnordwesten liegen der Brackendale Eagles Provincial Park und der Tantalus Provincial Park. Östlich des Alice Lake Provincial Park liegt der Garibaldi Provincial Park.